# Pocilloporidae
Pocilloporidae Gray, 1842 è una famiglia di madrepore della sottoclasse degli Esacoralli.

## Descrizione
Le Pocilloporidae sono una famiglia di coralli coloniali ermatipici. Di solito le colonie sono arborescenti, ma alcune specie sono anche semi-massicce. I coralliti sono piccoli e variano da essere affondati a piccoli coni rialzati. Hanno columelle ben sviluppate e setti ben disposti che di solito sono fusi con la columella. Il cenosteo è coperto di spinule.
Tutti i generi di questa famiglia sono altamente polimorfici con morfologie di crescita distinte che dipendono dall'esposizione alle onde e all'intensità della luce. In ambienti ad alta energia, le colonie tendono ad essere piccole con rami spessi e tozzi, tuttavia, in acque più profonde o in ambienti lagunari, i rami sono più sottili e più aperti. Le colonie sono ermafrodite e rilasciano le planule dopo la fecondazione durante tutto l'arco dell'anno.

## Distribuzione e habitat
Le specie sono distribuite nell'Indo-Pacifico e parte dell'Oceano Atlantico, principalmente dalle coste della Florida al Mar dei Caraibi.

## Tassonomia
La famiglia Pocilloporidae comprende i seguenti generi:
- Madracis Milne Edwards & Haime, 1849
- Pocillopora Lamarck, 1816
- Seriatopora Lamarck, 1816
- Stylophora Schweigger, 1820

### Alcune specie

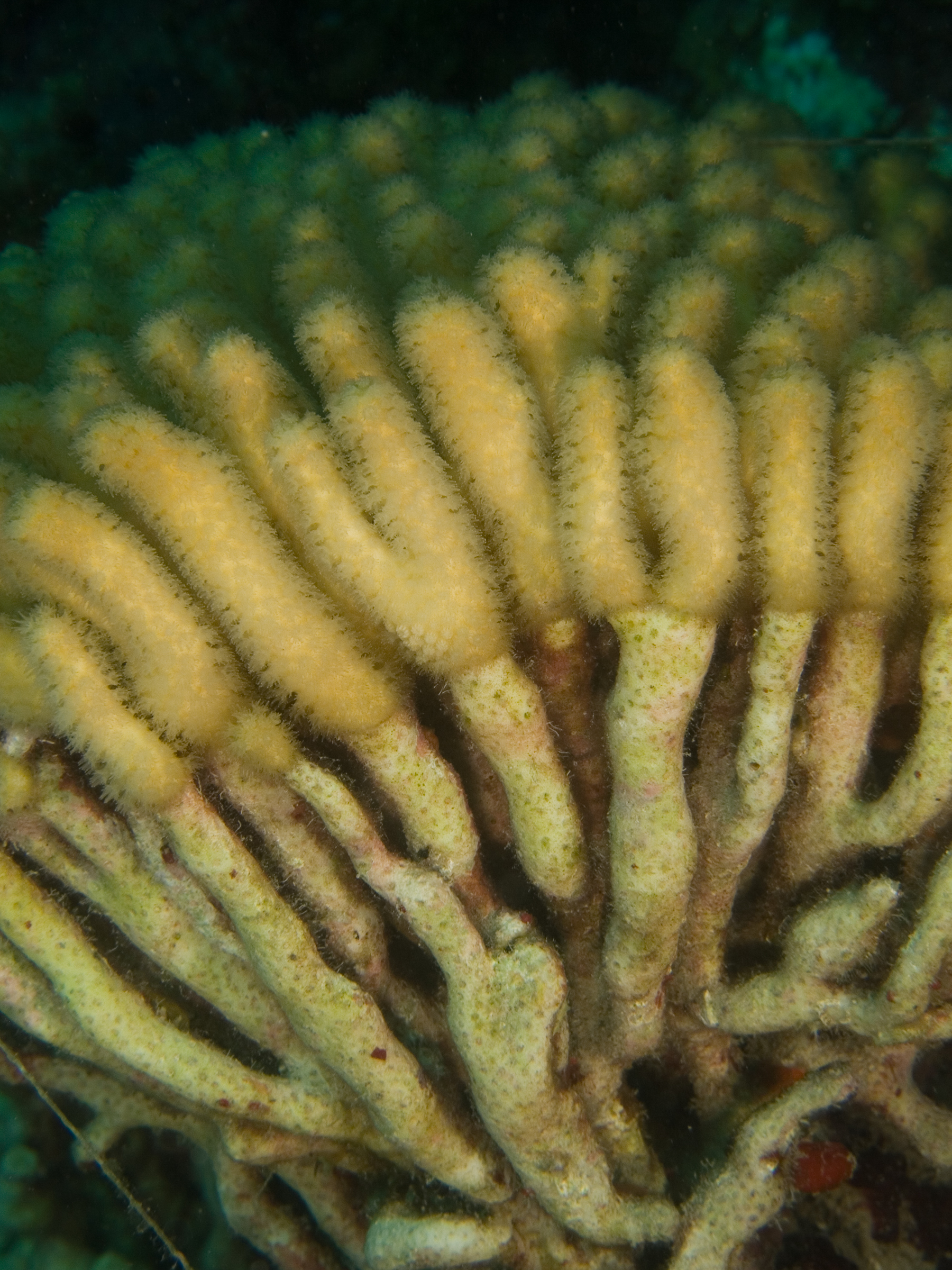
Madracis auretenra
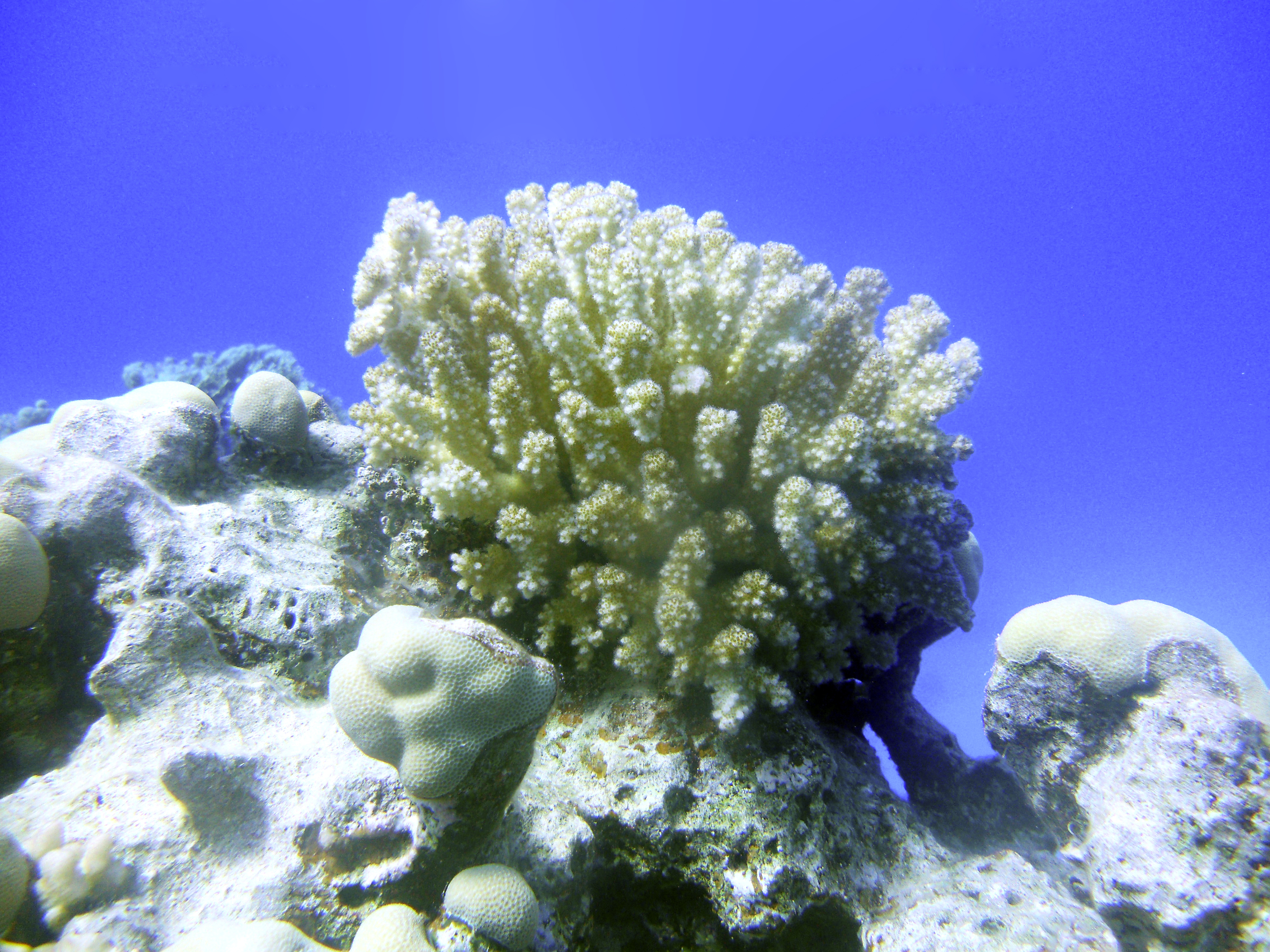
Pocillopora verrucosa
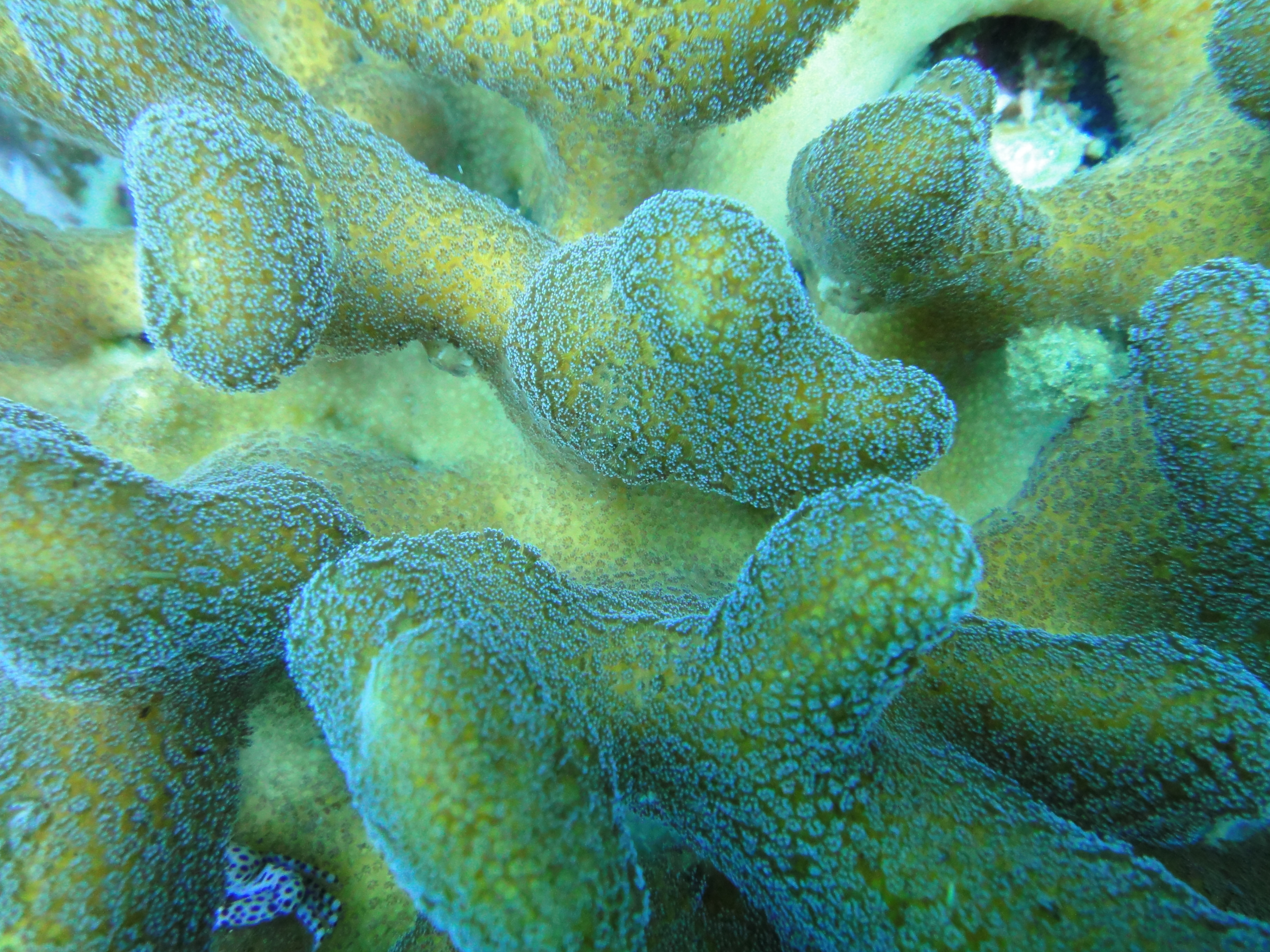
Seriatopora caliendrum
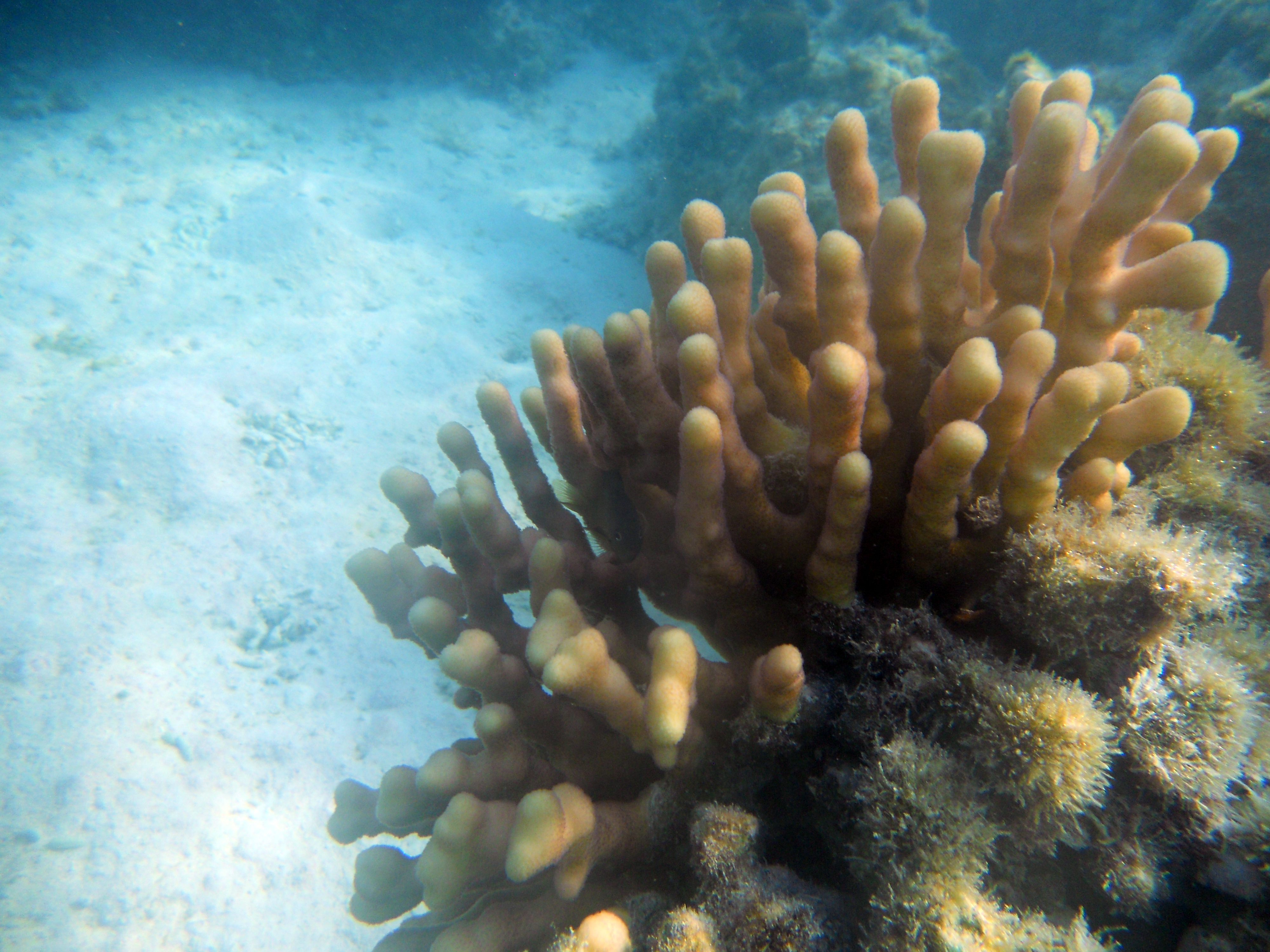
Stylophora pistillata